# Nééra
Cet article possède un paronyme, voir Neera.
Nééra (en grec ancien Νέαιρα / Néaira) est une hétaïre du IVe siècle av. J.-C. en Grèce antique ; il n'y a néanmoins pas de données précises sur ses dates de naissance et de décès. Elle a été le personnage-clef de plusieurs procès remarqués, dont la documentation donne une image vivante des conditions de vie des femmes dans la société des cités-États grecques. Grâce à une abondante tradition écrite, Nééra est aujourd'hui la prostituée de l'Antiquité dont on connaît le mieux la vie et ses circonstances.

## Vie

### Premières années
Nééra est probablement née aux environs de 400 av. J.-C. Son origine est incertaine : elle a pu être une enfant trouvée, ou provenir d'une lointaine province, peut-être la Thrace. Elle a été achetée vers 390 par Nicarète de Corinthe, une maquerelle. Nicarète gérait un établissement « supérieur » à Corinthe, une ville renommée dans l'Antiquité pour sa florissante économie de la prostitution. Il en reste le verbe korinthiazesthai (ϰορινθιάζεσθαι), que l'on pourrait traduire par « putasser » (au sens actif).
Nicarète présentait Nééra comme sa fille, et se souciait de la « formation » de ses prostituées. Par ce lien de parenté supposée, Nicarète essayait de pousser vers le haut le prix des passes de ses clients : il était courant que des femmes libres demandent des prix plus élevés pour leurs prestations.
Selon le témoignage du fils de Pasion, l'écrivain grec Apollodore (en), qui traitait Nééra de façon négative dans presque tous ses textes, elle a commencé à vendre ses charmes déjà avant la puberté, ce qui signifie pratiquement que Nicarète l'avait forcée à la prostitution dès l'enfance. Sa formation ne se limitait pas à la conduite envers les hommes, aux soins corporels et aux artifices cosmétiques ; il entrait dans les devoirs professionnels de l'hétaïre d'apporter aux clients une compagnie stimulante sur le plan intellectuel dans les banquets. C'est pourquoi ces demoiselles recevaient de larges connaissances culturelles, que ce soit dans les domaines de la littérature, de l'art et de la musique, ce qui était inhabituel chez les femmes grecques d'alors.

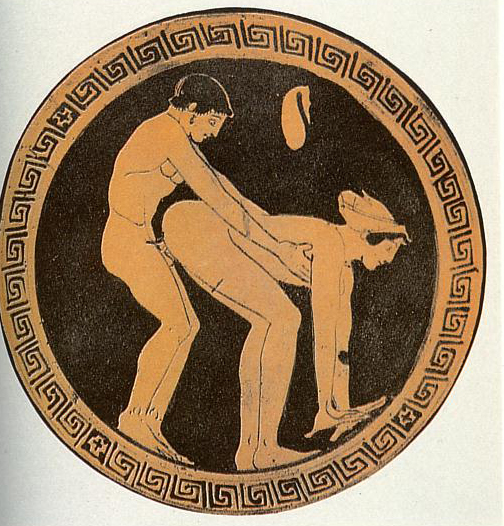
Un homme et une hétaïre copulant (au mur, une bourse rappelant le caractère de la scène) ; figure intérieure d'une coupe en céramique attique à figures rouges du Peintre du Mariage ; propriété privée, Munich (vers 480-470 av. J.-C.)

À côté de Nééra vivaient dans le bordel de Nicarète six autres demoiselles d'âges divers, dont le nom est arrivé jusqu'à nous : Métanère, Anteia, Stratola, Aristocléia, Phila et Isthmias. Elles avaient probablement une grande réputation à leur époque. À cette époque, beaucoup de drames ont été nommés d'après Anteia, et le poète Philétère évoque dans son poème La chasseresse trois des demoiselles de chez Nicarète (Nééra, Phila et Isthmias). La clientèle appartenait en grande partie à la meilleure société de l'époque. Elle venait même de l'extérieur de Corinthe, car cette ville, grâce à sa position favorable sur l'isthme, était un centre de commerce. On connaît beaucoup de noms des clients, politiciens, sportifs, philosophes et poètes, notamment le poète Xénoclide, ou l'acteur Hipparque.
Un hôte important du bordel de Nicarète, client attitré de Métanère était l'orateur Lysias. Comme son argent ne profitait qu'à Nicarète, mais qu'il voulait faire plaisir à son amante, au milieu des années 380 av. J.-C., il finança un voyage à Éleusis, cité voisine d'Athènes, où elle fut initiée aux Mystères. Les amants furent accompagnés dans leur voyage par Nicarète et par Nééra également. C'était sans doute le premier séjour de Nééra dans la métropole de l’Attique.
Plus tard, elle revint dans cette ville, cette fois pour les Panathénées, où elle accompagnait sa maîtresse et son propre client attitré Simos de Thessalie. Ce dernier appartenait à l'importante famille thessalienne des Aleuades, et était une célébrité en Grèce au milieu du IVe siècle av. J.-C., même si l'on ne peut plus rien dire de sûr sur son statut au moment du voyage.
Comme le montrent les relations entre Métaneira et Lysias ou entre Nééra et Simos, les liaisons avec les hétaïres de Nicarète ne devaient pas être des satisfactions rapides et passagères, mais elles pouvaient devenir des relations à plus long terme. Néanmoins, on ne peut pas les compter dans la classe supérieure des prostituées, car leur statut d'esclaves ne leur donnait aucune liberté en ce qui concerne le choix de leur clientèle.

### Entre bordel et liberté

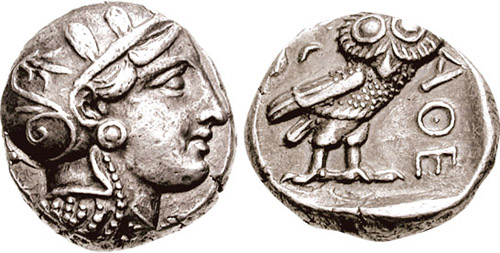
Tétradrachme athénien du temps de Nééra (vers 393-355 av. J.-C.)

La période la plus rentable financièrement pour Nicarète était les années entre la puberté et l'âge de 30 ans de ses esclaves ; ensuite, leur attractivité pour les clients commençait à décliner. Ainsi, Nicarète ne fut certainement pas opposée à ce que Timanoridas, de Corinthe, et Eucrates, de Leucade, achetassent Nééra en 376, sans doute peu après le voyage à Athènes. Ils faisaient partie des clients attitrés de Nééra, et pensaient qu'il leur serait plus économique pour l'avenir de l'acheter tout de suite entièrement, même si la transaction devait encore leur coûter une coquette somme.
Nicarète ne demanda pas moins que 3 000 drachmes (dix fois plus qu'un esclave artisan formé, et cinq à six fois le revenu annuel d'un travailleur). Bien que cela atteignît leurs limites financières à tous les deux, ils conclurent l'affaire. Maintenant, Nééra avait deux maîtres, qui pouvaient en faire ce qu'ils voulaient. Cette pratique n'avait rien d'inhabituel, et bien des sources antiques en citent des exemples. Et contrairement à ce qui se passait dans d'autres copropriétés, dans ce cas, il n’y eut aucune dispute entre les deux propriétaires.
Mais au bout d'à peu près un an, l'un des deux (ou peut-être même les deux) voulut se marier. L'entretien d'une hétaïre était onéreux, et il fallait trouver une issue. Les trois arrivèrent à la solution que Nééra pouvait se racheter sa liberté pour 2000 drachmes, à condition de quitter Corinthe pour toujours. Avec l'aide de clients passés, et notamment d'un homme nommé Phrynion, elle réussit à réunir la somme et racheta sa liberté. Elle alla avec Phrynion dans sa ville, Athènes, et ils vécurent en couple pour un certain temps.
Phrynion était un bon vivant, et, comme le rapporte Apollodore, il emmenait Nééra régulièrement dans ses débauches. Il aurait même eu des rapports sexuels en public avec Nééra, ce qui était inhabituel dans la Grèce antique, et choquant même dans les milieux informels. Il est rapporté en détail une beuverie à la fin de l’été 374 chez le stratège athénien Chabrias, à l'occasion de sa victoire aux jeux pythiques. Pendant la fête, Nééra se serait enivrée à mort, si bien que de nombreux hôtes, et même des esclaves auraient abusé d'elle.
À un moment, entre les étés 373 et 372, Nééra rassembla ses affaires et quitta Phrynion. On ne sait pas pourquoi elle a franchi ce pas ; probablement, il l'avait maltraitée. Avec ses propres affaires, elle emporta bien quelques objets appartenant à Phrynion. Son but était Mégare, un centre de prostitution comme Corinthe. Nééra y aurait fait de bonnes affaires, si la guerre contre Sparte n'avait éclaté, en paralysant le commerce – et la prostitution – parce que les clients se tenaient loin de la ville. Nééra resta deux ans dans la ville et gagna difficilement sa vie de prostituée pendant cette période, en notant qu'elle n'avait pas qu'elle à nourrir, mais aussi ses deux esclaves Thratta et Coccaliné, qu'elle s'était déjà achetées pendant sa vie avec Phrynion.

### Vie avec Stéphanos
Après la bataille de Leuctres, qui renversa les rapports de force en Grèce aux dépens de Sparte et au profit de Thèbes, le riche Athénien Stéphanos vint à Mégare, et resta apparemment un certain temps chez Nééra. C'est là qu'ils commencèrent une liaison, et apparemment tombèrent amoureux l'un de l'autre. Il reste possible que Nééra n'était pas vraiment amoureuse, mais préférait la sécurité chez Stéphanos à une vie incertaine et instable. Même après la bataille de Leuctres, sa situation ne s'était pas améliorée à Mégare, et c'est pourquoi elle revint à Athènes avec Stéphanos. Elle pensait peut-être trouver en Stéphanos un défenseur qui lui apporterait de la sécurité face à Phrynion.
Il est intéressant qu'Apollodore mentionne que Nééra, en quittant Mégare, avait emmené ses trois enfants à Athènes : deux fils nommés Proxenos et Ariston, et une fille nommée Strybèle, qui fut connue plus tard sous le nom de Phano. Apollodore affirme en outre, que Phano était aussi devenue hétaïre, et faisait une concurrence sérieuse à sa mère. Apparemment, il a fallu que Nééra, de retour à Athènes, reprenne son métier d'hétaïre pour contribuer à l'entretien de Stéphanos. Mais toutes ces allégations sont peu crédibles, et Apollodore n'en fournit aucune preuve.
Un autre problème a été, comme on pouvait s'y attendre, que Phrynion, dès qu'il a su la présence à Athènes de Nééra, a enlevé celle-ci de chez Stéphanos, avec l'aide de plusieurs amis. Une telle manière de faire signifiait qu'il entendait faire valoir des droits qu'un maître a sur son esclave. Mais dans ce cas, il est plus que douteux que Nééra fût revenue à Athènes. Là-dessus, Stéphanos porta plainte contre Phrynion, et celui-ci répondit par une plainte reconventionnelle. Si bien que le statut de Nééra dut être clarifié par le tribunal.
Tout d'abord, elle put rentrer chez Stéphanos, qui s'en porta caution avec deux amis ; mais on n'en arriva jamais au procès. Les deux parties se mirent d'accord pour consulter des arbitres privés. Chacun choisit un arbitre, et ils se mirent d'accord pour en choisir un troisième. Ils s'entendirent pour se soumettre au jugement des arbitres et pour ne plus engager de recours de droit.
Le résultat fut, comme c'est souvent le cas dans le cas d'arbitrages, un compromis acceptable pour Phrynion comme pour Stéphanos ; Nééra n'avait, dès le départ, pas son mot à dire. Il a été établi qu'elle n'était pas une esclave, mais une affranchie. Cependant, elle devait rendre tout ce qu'elle avait emporté de chez Phrynion, à part les vêtements, les bijoux et les deux esclaves qu'elle avait elle-même achetées. En outre, elle devait rester à la disposition des deux hommes au même titre, sur le plan sexuel. Pour son entretien, elle était à la charge de l'homme chez qui elle vivait. On ne sait pas combien de temps ce compromis a duré, car Phrynion n'est plus jamais mentionné dans les sources à partir de cette date.

### Affaires au sujet de Phano
Plus de dix ans après ces événements, Phano se maria pour la première fois. Apollodore précisera plus tard qu'elle était la fille naturelle de Nééra. Son mari était un Athénien du nom de Phrastor. Mais ce mariage fut malheureux, et ils divorcèrent un an plus tard, alors que Nééra (voir si ce n'est pas plutôt Phano, ce qui est plus logique, d'autant que plus loin on parle de la reconnaissance du fils de Phano par Phrastor) était enceinte. Le motif de divorce donné par Phrastor était qu'il avait découvert que Phano n'était pas la fille de Stéphanos et de sa première femme, mais celle de Nééra. Or les mariages entre Athéniens et non-Athéniens étaient interdits. La vraie raison était sans doute que Phano, à son avis, ne lui témoignait pas assez de respect, et ainsi ne représentait pas l'idéal de la femme athénienne.
La suite est assez embrouillée. Comme Phrastor ne voulait pas rembourser la dot de 3 000 drachmes, Stéphanos porta plainte contre lui, sur quoi Phrastor porta une plainte reconventionnelle, par laquelle il accusait Stéphanos de lui avoir donné pour femme une non-Athénienne. Comme la juridiction athénienne était aux mains de juges non professionnels, la partie qui gagnait au bout du compte était celle dont la rhétorique était la plus convaincante, ce qui conduisait parfois à des erreurs judiciaires éclatantes. Cette circonstance poussa Stéphanos à retirer sa plainte, suivi de près par Phrastor. Pour Stéphanos, ce n'étaient pas seulement les 3 000 drachmes qui étaient en jeu au cas de défaite, mais aussi la perte de ses droits civils et politiques, puisque Phano aurait pu renoncer à faire reconnaître son statut de citoyenne.
Peu après cet épisode, Phrastor tomba sérieusement malade. Malgré tout ce qui s'était passé, Phano et Nééra le soignèrent, sans doute avec des arrière-pensées. Pendant sa maladie, Phrastor reconnut le fils de Phano comme son fils – ce qu'il était vraiment – et par suite son enfant légitime et juridiquement son héritier.
Au milieu ou vers la fin des années 350 av. J.-C., un nouveau problème conduisit encore Stéphanos devant le tribunal. Un hôte de la famille, Épainetos d'Andros, apparemment un ancien client de Nééra, fut surpris en train de coucher avec Phano. Comme maître de maison, protecteur de tous ceux qui vivaient sous son toit, Stéphanos avait le droit de punir Épainetos, et même de le tuer. Cependant, il ne lui demanda que 3 000 drachmes pour son forfait. Épainetos fut assez malin pour accepter, et il trouva deux amis pour se porter caution. À peine libéré, il accusa Stéphanos d'arrestation illicite. En outre, il affirma qu'il n'avait lui-même pas attenté à l'honneur de la maison, car Phano était une prostituée, et la maison de Stéphanos était un bordel. Tout ceci avait été combiné pour lui extorquer de l'argent, et même Nééra était au courant du projet. En réalité, toutes ces accusations étaient faciles à nier, et Épainetos aurait eu du mal à trouver des témoins prêts à témoigner contre Phano. Et pourtant, les juges auraient facilement pu être convaincus qu'une fille élevée dans la maison de la célèbre Nééra était également une hétaïre.
À nouveau, Stéphanos renonça au procès et aux 3 000 drachmes. Même s'il avait gagné, le procès serait arrivé devant le tribunal, où la promiscuité de Phano n'aurait pas pu être cachée, ce qui aurait gravement nui aux chances d'un nouveau mariage pour cette jeune femme. Stéphanos reçut cependant 1 000 drachmes à la suite d'un arbitrage. Le deuxième mariage de Phano conclu peu après fut réellement prestigieux, mais finit encore par s'avérer malheureux.

### Le procès

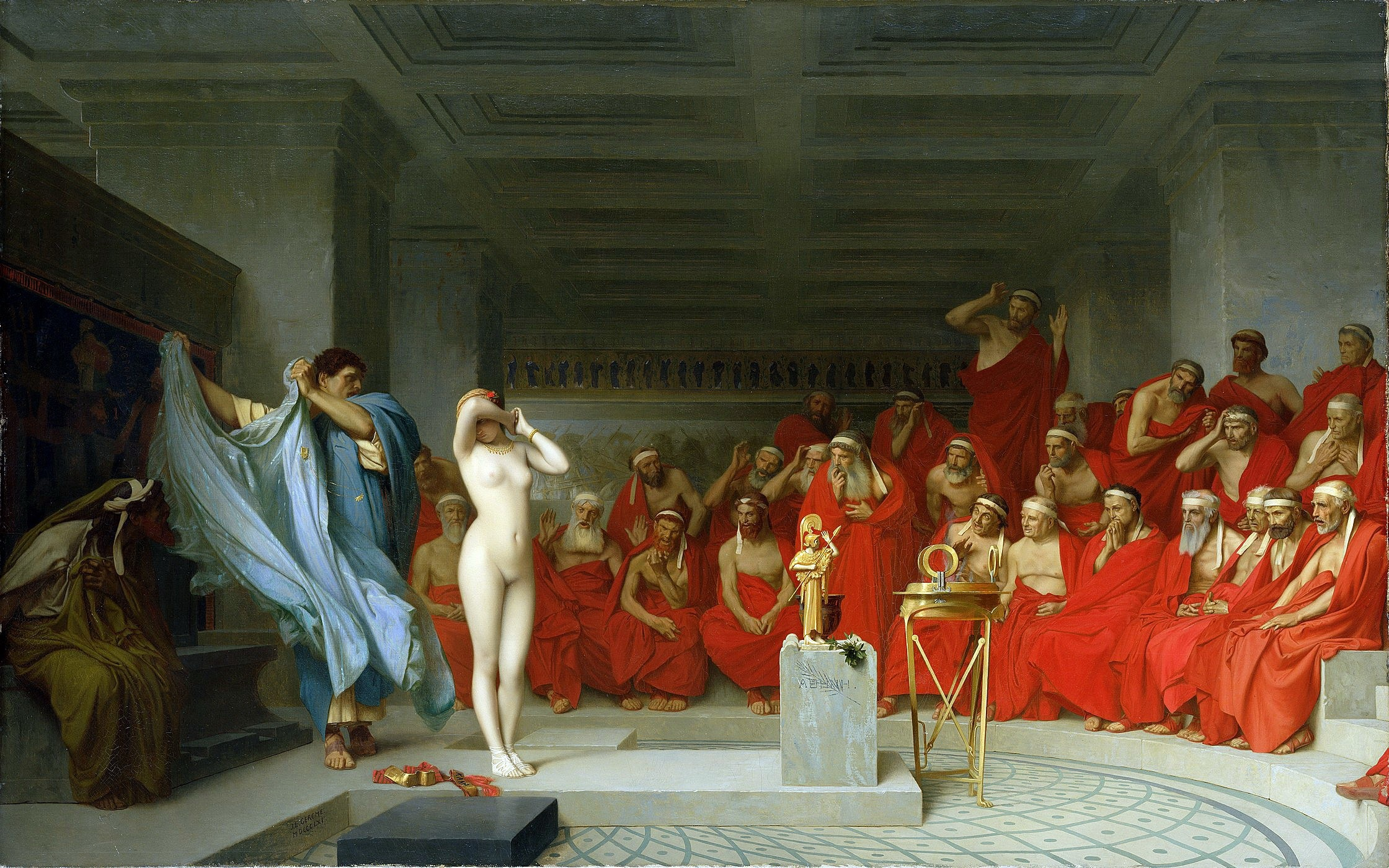
Jean-Léon Gérôme : Phryné devant l'Aréopage, 1861, Hambourg, Kunsthalle. Représentation fictive du procès d'une hétaïre (Phryné) devant un tribunal athénien.

Ce ne sont pas seulement des problèmes de famille qui occupaient Stéphanos : il était politiquement actif, et comme tel souvent impliqué dans des procès. Parmi ses adversaires les plus importants est cet Apollodore, dont il est question précédemment à plusieurs reprises, et qui était l'un des Athéniens les plus riches de l'époque. Stéphanos s'était opposé à lui dans de nombreux procès, et lui avait infligé de lourdes défaites.
Entre 343 et 340 av. J.-C., un certain Théomneste, porta plainte au nom d'Apollodore contre Nééra pour usurpation de citoyenneté (gr. ξενίας γραφή, Xenias graphe), dirigée en fait contre Stéphanos. Selon cette accusation, Nééra n'aurait pas pu être mariée légalement avec Stéphanos, et ses enfants n'étaient pas légalement citoyens athéniens. La plupart du temps, c'est Apollodore lui-même qui parla au nom de l'accusation, et il essaya de démontrer que Nééra avait monté sa tromperie en grand. Dès le début, il fut évoqué ouvertement qu'il ne s'agissait que d'une vengeance contre Stéphanos. Mais une plainte contre Nééra, une tierce personne extérieure au conflit entre les deux hommes, est apparue pourtant comme légitime.
Apollodore exposa en détail l'histoire de Nééra et souligna comme il put sa perversité. Il essaya même, avec des arguments qui sembleraient aujourd'hui risqués, de démontrer que tous les enfants de Stéphanos étaient enfants de Nééra. Stéphanos avait contrevenu aux lois qui interdisaient le mariage avec des non-Athéniennes et avec des ex-prostituées. Même les arguments avancés par Apollodore n'étaient pas très solides : ce mariage ne se serait presque pas distingué d'un concubinat, et n'aurait été justifié que pour faire reconnaître le statut de leurs enfants communs.
Mais on ne connaît aujourd'hui que le discours du plaignant, et pas le résultat du procès. Les sources conservées ne rapportent rien sur le destin ultérieur des principaux protagonistes. Nééra n'eut pas le droit de participer au procès même comme spectateur, conformément aux habitudes de la société athénienne, bien qu'une défaite eût signifié pour elle le retour à l'esclavage. En outre, le statut juridique des enfants dans ce cas serait devenu extrêmement précaire, et Stéphanos lui-même aurait été dépouillé de sa fortune ainsi que de ses droits civils et politiques.

## Postérité

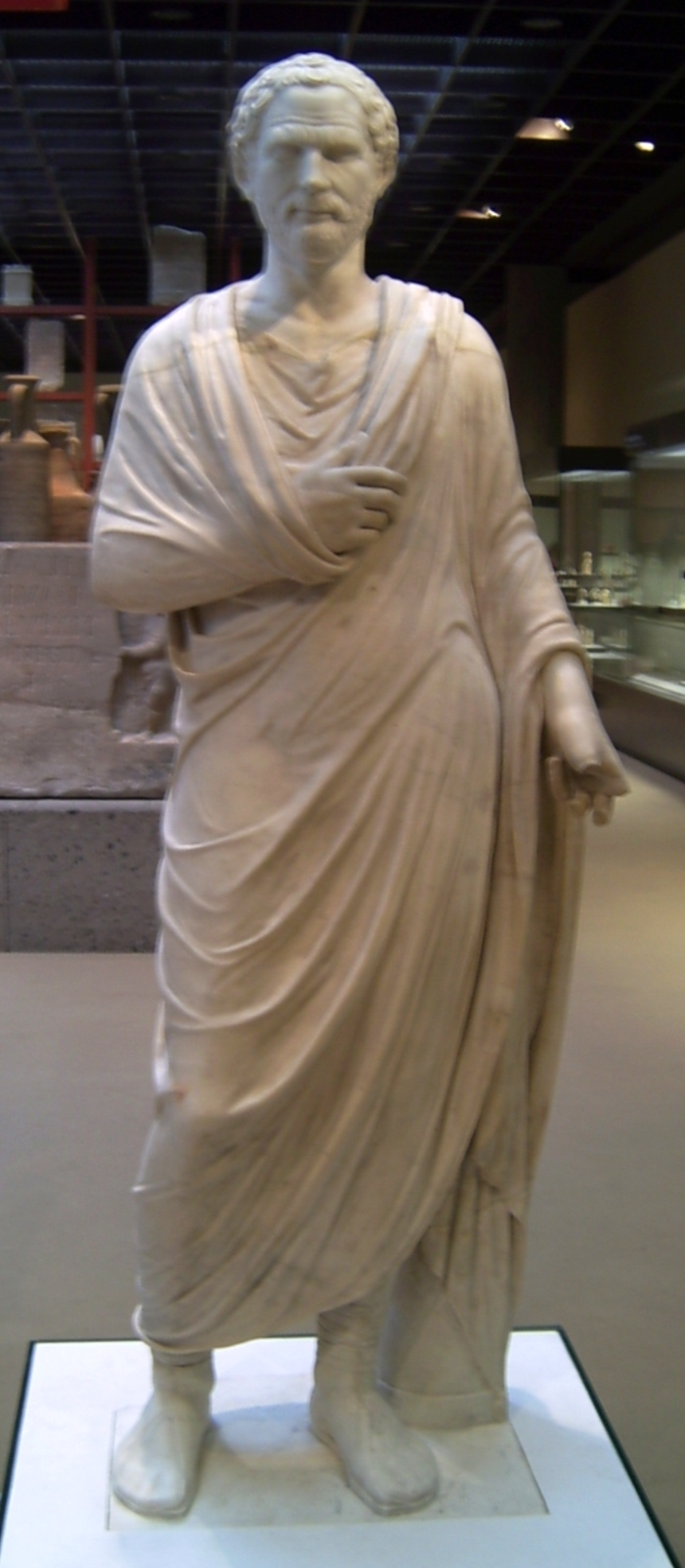
Sculpture romaine antique, retravaillée avant 1818 pour lui donner l'aspect de Démosthène. Musée romain-germanique de Cologne.

Bien qu'il ne nous soit parvenu d'informations aussi détaillées sur aucune autre prostituée de l'Antiquité, Nééra est moins présente dans les esprits que par exemple, Laïs, Thaïs ou Phryné. L'acte d'accusation contre Nééra offre aux historiens une source pleine d'enseignements sur Athènes : culture, famille et mariage, ainsi que prostitution et métier d'hétaïre dans la Grèce antique. L'accusation soutenue par Théomneste et Apollodore devant le tribunal nous a été transmise par un discours de Démosthène, qui était un proche d'Apollodore sur le plan politique. Mais il est admis aujourd'hui que ce discours appartient sûrement aux discours du pseudo-Démosthène, qui nous est faussement parvenu sous le nom de Démosthène.
La personnalité réelle de l'hétaïre est difficile à reconstruire à partir des sources : pendant le procès, Nééra jouait le rôle de ballon entre les adversaires aux intérêts variés, et se tenait elle-même en arrière-plan. Aucun des auteurs, et Apollodore le moins de tous, ne s'intéresse sérieusement à définir le caractère d'une femme à la réputation douteuse. Si cela arrive par hasard, c'est pour étayer une accusation, mais jamais pour faire une représentation objective. Ainsi, nous connaissons bien des détails de divers passages de sa vie, mais sur ses propres souhaits, ses soucis, ses peines, pour ne pas parler de son caractère en général, nous ne pouvons rien dire, et devons en rester au stade des hypothèses.
Dans ces dernières années, le discours, et la vie de Nééra ont fait de plus en plus l’objet d'études spéciales. Debra Hamel a écrit en 2004 une monographie sur sa personne. Rodolphe Dareste, juriste et historien, avait traduit les discours de Démosthène en français dès 1875, et il semble qu'il n'a été traduit en anglais qu'en 1931 et en allemand en 2004 (voir Bibliographie). Malgré les dernières trouvailles, on trouvait encore récemment des historiens et des historiennes prenant le discours d'Apollodore pour argent comptant, et colportant dans la littérature scientifique des affirmations de l'accusateur qui sont faciles à réfuter. Ainsi, Sarah B. Pomeroy affirme que Phano était la seule fille de Nééra, et qu'elle aurait, étant hétaïre, élevé trois enfants.
Les portraits de Nééra, vues d'artiste, n'ont pas été transmis de l'Antiquité.
Le groupe allemand de death metal mélodique Neaera est nommé d'après Nééra.